# Copa Interamericana
A Copa Interamericana (angolul: Interamerican Cup) egy a CONCACAF és a CONMEBOL által kiírt nemzetközi labdarúgókupa volt, amit 1968 és 1998 között rendeztek meg. A döntőben a CONCACAF-bajnokok kupájának és a Copa Libertadoresnek a győztese vett részt.
A legeredményesebb csapat az argentin Independiente 3 győzelemmel.

## Kupadöntők
| Év   | Győztes              | Döntős             | Eredmény                        |
| ---- | -------------------- | ------------------ | ------------------------------- |
| 1968 | Estudiantes          | Toluca             | 2-1 / 1-2 / 3-0 (3. mérkőzés)   |
| 1971 | Nacional             | Cruz Azul          | 1-1 / 2-1                       |
| 1972 | Independiente        | Olimpia            | 2-1 / 2-0                       |
| 1974 | Independiente        | CSD Municipal      | 1-0 / 0-1 (4-2 tizenegyesekkel) |
| 1975 | Independiente        | Atlético Español   | 2-2 / 0-0 (4-2 tizenegyesekkel) |
| 1977 | América              | Boca Juniors       | 0-3 / 1-0 / 2-1 (3. mérkőzés)   |
| 1979 | Club Olimpia         | Deportivo FAS      | 3-3 / 5-0                       |
| 1980 | Pumas UNAM           | Nacional           | 3-1 / 1-3 / 2-1 (3. mérkőzés)   |
| 1985 | Argentinos Juniors   | Defence Force      | 1-0 (Egy mérkőzés döntött)      |
| 1986 | River Plate          | LD Alajuelense     | 0-0 / 3-0                       |
| 1988 | Nacional             | Olimpia            | 1-1 / 4-0                       |
| 1989 | Atlético Nacional    | Pumas UNAM         | 2-0 / 4-1                       |
| 1990 | América              | Club Olimpia       | 1-1 / 2-1                       |
| 1991 | Colo-Colo            | Puebla             | 4-1 / 3-1                       |
| 1993 | Universidad Católica | Deportivo Saprissa | 1-3 / 3-1 (5-1 tizenegyesekkel) |
| 1994 | Vélez Sársfield      | Cartaginés         | 0-0 / 2-0                       |
| 1995 | Atlético Nacional    | Deportivo Saprissa | 3-2 (Egy mérkőzés döntött)      |
| 1998 | D.C. United          | Vasco da Gama      | 0-1 / 2-0                       |

## Győzelmek száma Klubonként
| Csapat               | Döntőzött | Győzelmek |
| -------------------- | --------- | --------- |
| Independiente        | 3         | 3         |
| Nacional             | 3         | 2         |
| América              | 2         | 2         |
| Atlético Nacional    | 2         | 2         |
| Club Olimpia         | 2         | 1         |
| Pumas UNAM           | 2         | 1         |
| Argentinos Juniors   | 1         | 1         |
| Colo-Colo            | 1         | 1         |
| Universidad Católica | 1         | 1         |
| Estudiantes          | 1         | 1         |
| River Plate          | 1         | 1         |
| Vélez Sársfield      | 1         | 1         |
| D.C. United          | 1         | 1         |
| Deportivo Saprissa   | 2         | 0         |
| Olimpia              | 2         | 0         |
| Atlético Español     | 1         | 0         |
| Club Toluca          | 1         | 0         |
| Cruz Azul            | 1         | 0         |
| Puebla               | 1         | 0         |
| Boca Juniors         | 1         | 0         |
| LD Alajuelense       | 1         | 0         |
| Cartaginés           | 1         | 0         |
| Defence Force        | 1         | 0         |
| Deportivo FAS        | 1         | 0         |
| CSD Municipal        | 1         | 0         |
| Vasco da Gama        | 1         | 0         |

## Győzelmek száma országonként
| Csapat             | Döntőzött | Győzelmek |
| ------------------ | --------- | --------- |
| Argentína          | 8         | 7         |
| Mexikó             | 8         | 3         |
| Uruguay            | 3         | 2         |
| Chile              | 2         | 2         |
| Kolumbia           | 2         | 2         |
| Paraguay           | 2         | 1         |
| USA                | 1         | 1         |
| Costa Rica         | 4         | 0         |
| Honduras           | 2         | 0         |
| Brazília           | 1         | 0         |
| Guatemala          | 1         | 0         |
| Trinidad és Tobago | 1         | 0         |
| Salvador           | 1         | 0         |

## Győzelmek száma szövetségek szerinti megoszlásban
- CONMEBOL: 14 győzelem
- CONCACAF: 4 győzelem